# بوتاموس (كيركيرا)
بوتاموس (Ποταμός) هي مدينة في كيركيرا في مقاطعة كينتريكي إلادا في اليونان.